# Aleksandr Dzhigero
Aleksandr Dzhigero (tiếng Belarus: Аляксандр Джыгера; tiếng Nga: Александр Джигеро; sinh 15 tháng 4 năm 1996) là một cầu thủ bóng đá Belarus. Tính đến năm 2018, anh thi đấu cho Luch Minsk mượn từ BATE Borisov.

## Danh hiệu
BATE Borisov
- Vô địch Giải bóng đá ngoại hạng Belarus: 2015, 2016, 2017
- Vô địch Siêu cúp bóng đá Belarus: 2017